# Compsibidion litturatum
Compsibidion litturatum là một loài bọ cánh cứng trong họ Cerambycidae.